# Língua luri
O Luri ou Lori é um idioma ou continuum dialetal de línguas iranianas ocidentais faladas principalmente pelos Luros e pelos Baktiaritas no sudoeste do Irã. A língua é escrita com o alfabeto latino, com 48 caracteres.

## Geografia

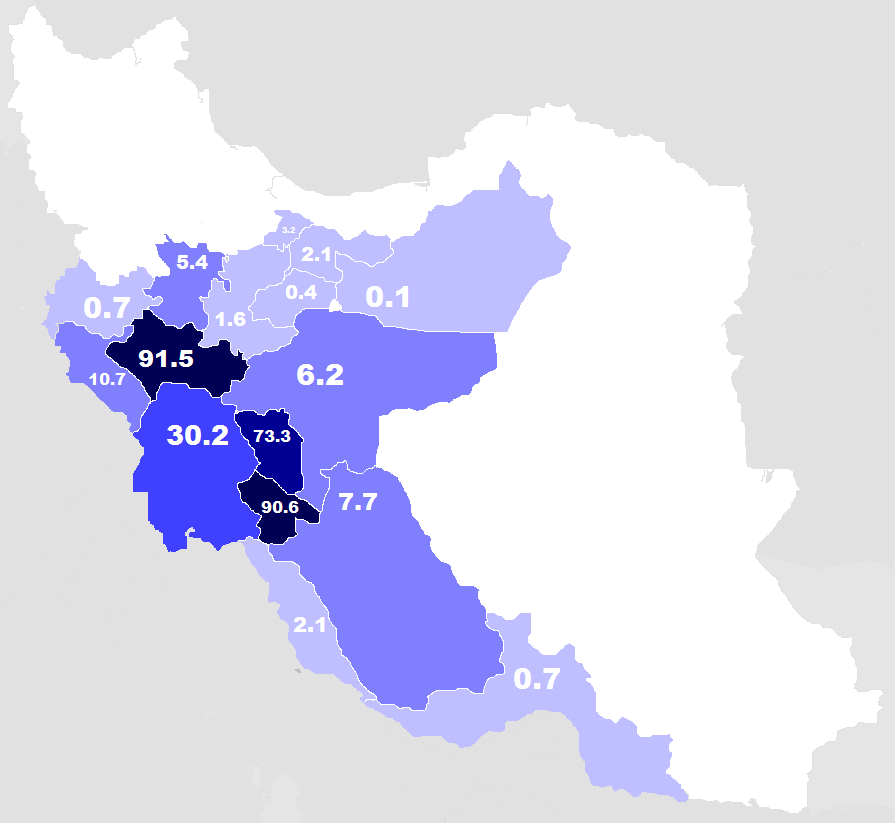
Mapa dos falantes no Irã, dados de 2010

Os luros do Irã vivem nas províncias de Lorestão, Ilão, Chaharmahal e Bactiari, Fars (Mamasani e Rostam), Cuzistão, Ispaão e Kohkiluyeh e Buyer Ahmad.
Há muitos luros também no leste do Iraque, os chamados Curdos Feilis ou Luros Feyli, principalmente em Diala (Khanaqin, Balad Ruz e Muqdadiyah) e província de Bagdá.

## História
Os dialetos luros descendem do Persa médio (pálavi), sendo lexicamente similares à moderna língua farsi, diferenciando-se porém na fonologia.
De acordo com a Encyclopædia Iranica, "todos os dialetos luri se assemelham ao persa padrão e provavelmente se desenvolveram a partir de um estágio de persa semelhante ao representado por antigos textos do "persa novo" (hoje Farsi) que usavam a escrita perso-árabe. A única característica típica do Lori não presente no antigo “Persa novo” é a marcação incoativa, a qual ainda é encontrada em textos judaico-persas".
O dialeto Bakhtiari pode ser considerado uma transição entre a língua curda e a língua persa, sendo mais fortemente influenciado pela última.

## Dialetos

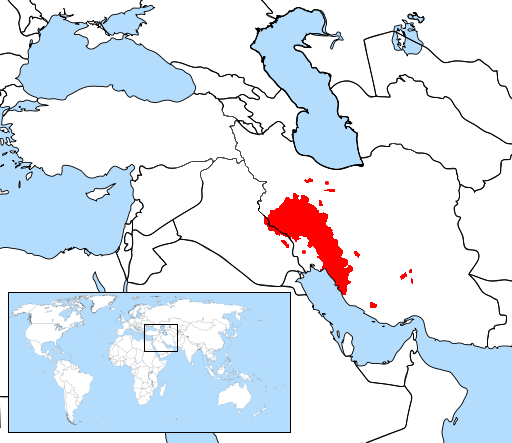
Mapa das línguas Luri

A lingua luri é composta por 4 dialetos: o Bakhtiari, o Luri meridional, o Luri setentrional e o Kumzari, falado em Omã.
Há ainda subdialetos como o Luri feyli e o Luri central.[carece de fontes?]